# Keszmesz Tape
Keszmesz Tape – miejscowość w Iranie, w ostanie Azerbejdżan Zachodni. W 2006 roku miejscowość liczyła 2655 mieszkańców w 594 rodzinach.